# Колонель-Фабьен (станция метро)
Колонель-Фабьен (фр. Coloniel Fabien) — станция линии 2 Парижского метрополитена, расположенная на границе X и XIX округов Парижа. Рядом со станцией располагаются госпиталь Сен-Луи и офисы Французской коммунистической партии

## История
- Станция открылась 31 января 1903 года в составе завершившего линию 2 пускового участка. До 19 августа 1945 года станция называлась "Комбат" по одноимённой площади, рядом с которой расположена станция. Переименование станции было произведено вместе с площадью и связано с именем героя французского Сопротивления Пьера Жоржа, известного под псевдонимом Полковник Фабьен, прославившегося благодаря убийству одного из военачальников кригсмарине на одной из станций этой же линии Парижского метро.
- Пассажиропоток по станции по входу в 2011 году, по данным RATP, составил 4 554 566 человек[2]. В 2013 году этот показатель вырос до 4 808 282 пассажиров (90 место по уровню входного пассажиропотока в Парижском метро)[3].

## Путевое развитие
На середине перегона Колонель-Фабьен — Бельвиль располагается пошёрстный съезд.

## Галерея
- Спуск линии 2 в тоннель на перегоне Колонель Фабьен — Жорес
- Лестничный сход, оформленный в стиле Эктора Гимара